# Golpe de bitcoin no Twitter de 2020
O golpe de bitcoin no Twitter de 2020 ocorreu em 15 de julho de 2020, entre às 20:00 e às 22:00 UTC, cerca de 130 contas verificadas e oficiais do Twitter foram comprometidas por terceiros para promover um golpe de bitcoin. O Twitter e outras fontes de meios de comunicação social confirmaram que os autores do crime obtiveram acesso às ferramentas administrativas do Twitter para que pudessem alterar as contas e publicar os tweets diretamente. Eles pareciam ter usado a engenharia social para obter acesso às ferramentas via funcionários do Twitter.
Os tweets fraudulentos pediam que as pessoas enviassem uma moeda bitcoin para uma carteira específica de criptomoedas, com a promessa do usuário do Twitter de que o dinheiro enviado seria em dobro e retornado como um gesto de caridade. Poucos minutos após os tweets iniciais, mais de 320 transações já haviam sido realizadas em um dos endereços da carteira e mais de 110 000 de dólares equivalentes em bitcoins foram depositados em uma conta antes que as mensagens de fraude fossem removidas pelo Twitter. Além disso, também foram adquiridos dados completos do histórico de mensagens de oito contas não verificadas.
Dmitri Alperovitch, co-fundador da empresa de segurança cibernética CrowdStrike, descreveu o incidente como "o pior hack de uma importante plataforma de meio de comunicação social até agora". O FBI e outras agências policiais estão investigando o golpe e a segurança usadas pelo Twitter. Pesquisadores de segurança expressaram preocupação de que a engenharia social usada para executar o hack possa afetar o uso dos meios de comunicação social em importantes discussões online, incluindo a preparação para a eleição presidencial nos Estados Unidos em 2020.

## Perpetradores
O pesquisador de segurança Brian Krebs corroborou com a fonte do TechCrunch e com as informações obtidas pela Reuters de que o golpe parecia ter se originado no grupo "OGUsers". O fórum OGUsers ("OG", sigla para "Original Gangster") foi criado para vender e comprar contas de meios de comunicação social com nomes curtos ou "raros" e, de acordo com seu proprietário, falando à Reuters, a prática de tráfico de credenciais hackeadas foi proibida. As capturas de tela do fórum mostram vários usuários do fórum que se oferecem para invadir as contas do Twitter por 2 000 e 3 000 dólares cada. Krebs afirmou que um dos membros pode ter sido vinculado à aquisição da conta do Twitter do CEO do Twitter, Jack Dorsey, em agosto de 2019. O proprietário dos OGUsers disse à Reuters que as contas mostradas nas imagens foram banidas desde então.

## Reações e consequências
Em 15 de julho de 2020, durante o incidente, o preço das ações do Twitter, Inc. caiu 04% após o fechamento do mercado. Os especialistas em segurança expressaram preocupação de que, embora o golpe possa ter sido relativamente pequeno em termos de impacto financeiro, a capacidade dos meios de comunicação social serem assumidos por meio da engenharia social envolvendo funcionários dessas empresas, representa uma grande ameaça no uso dos meios de comunicação social, principalmente com a ocorrência da eleição presidencial nos Estados Unidos em 2020, podendo potencialmente causar um incidente internacional. Alex Stamos, do Centro de Segurança e Cooperação Internacional da Universidade Stanford, disse: "O Twitter se tornou a plataforma mais importante quando se trata de discussões entre elites políticas e possui vulnerabilidades reais". O Federal Bureau of Investigation (FBI) anunciou no dia seguinte que estava lançando uma investigação sobre o golpe, porque foi utilizado para "perpetuar uma fraude da criptomoeda", que é um crime.